# Lost to the Living
Lost to the Living - jest trzecim studyjnym albumem amerykańskiego zespołu doom death metalowego Daylight Dies, wydanym w 2008 roku.

## Lista utworów
1. Cathedral 07:14
2. A Portrait in White 05:02
3. A Subtle Violence 05:40
4. And a Slow Surrender 03:27
5. At a Loss 06:26
6. Woke Up Lost 05:23
7. Descending 05:20
8. Last Alone 04:59
9. The Morning Light 07:57

## Twórcy
- Nathan Ellis - wokal
- Barre Gambling - gitara elektryczna
- Charlie Shackelford - gitara elektryczna
- Egan O'Rourke - gitara basowa
- Jesse Haff - perkusja